# Поганка (притока Собу)
Поганка — річка в Україні, у межах Липовецького району Вінницької області. Ліва притока Собу (басейн Південного Бугу). Тече через села Росоша, Скитка, Теклинівка та Хороша. Впадає у Соб за 91 км від гирла. Довжина — 19 км. Площа басейну — 54,2 км².

## Притоки
- Яр Широка Руда - ліва притока, впадає у Поганку на південно-західній околиці села Росоша
- Немінка [1] - ліва притока, протікає через село Скитка
- Яр Біла Криниця - ліва притока, впадає у Поганку між селами Скмтка і Теклинівка
- Яськова